# أعياد حب مضحكة (فلم)
أعياد حب مضحكة (بالإنجليزية: Funny Valentines)، هُو فيلم دراما تلفزيوني أمريكي صدر سنة 1999 وأخرجته جولي داش. الفيلم من بطولة ألفري وودارد.

## وصلات خارجية
- أعياد حب مضحكة  في قاعدة بيانات الأفلام على الإنترنت (بالإنجليزية)